# Тувалу на летних Олимпийских играх 2016
Тувалу на летних Олимпийских играх 2016 года было представлено одним спортсменом в лёгкой атлетике. Для Тувалу Игры в Рио стали третьими с момента их дебюта в 2008 году. В соревнованиях в беге на 100 метров страну представлял бывший игрок национальной сборной по футболу Этимони Тимуани. Тувалу была единственной страной на Играх, которую представлял один спортсмен, ещё 9 стран получили право заявить по 2 человека.

## Состав сборной
Лёгкая атлетика
1. Этимони Тимуани

## Результаты соревнований

### Лёгкая атлетика
Мужчины
Беговые дисциплины
| Дисциплина        | Спортсмен       | Предварительный раунд | Предварительный раунд | Предварительный раунд | Четвертьфиналы       | Четвертьфиналы       | Четвертьфиналы       | Полуфиналы           | Полуфиналы           | Полуфиналы           | Финал                | Финал                |
| Дисциплина        | Спортсмен       | Забег                 | Время                 | Место                 | Забег                | Время                | Место                | Забег                | Время                | Место                | Время                | Место                |
| ----------------- | --------------- | --------------------- | --------------------- | --------------------- | -------------------- | -------------------- | -------------------- | -------------------- | -------------------- | -------------------- | -------------------- | -------------------- |
| бег на 100 метров | Этимони Тимуани | 3                     | 11.81                 | 7                     | Завершил выступление | Завершил выступление | Завершил выступление | Завершил выступление | Завершил выступление | Завершил выступление | Завершил выступление | Завершил выступление |